# Athies-sous-Laon
Athies-sous-Laon ist eine französische Gemeinde mit 2.600 Einwohnern (Stand: 1. Januar 2022) im Département Aisne in der Region Hauts-de-France. Sie gehört zum Arrondissement Laon und zum Kanton Laon-2.

## Geografie
Die Gemeinde Athies-sous-Laon liegt nördlich der Hügelkette Chemin des Dames, vier Kilometer ostnordöstlich von Laon am Fluss Barentons. Durch die Gemeinde führt die Autoroute A26. Ein im Osten der Gemeinde gelegener früherer Militärflugplatz ist heute noch auf Satellitenbildern zu erkennen. Mitten durch Athis-sous-Laon führt eine ehemalige Römerstraße. Umgeben wird Athies-sous-Laon von den Nachbargemeinden Chambry im Nordwesten und Norden, Samoussy im Osten, Eppes im Südosten, Parfondru und Bruyères-et-Montbérault im Süden sowie Laon im Westen.

## Bevölkerungsentwicklung
| Jahr      | 1962 | 1968 | 1975 | 1982 | 1990 | 1999 | 2006 | 2012 | 2021 |
| Einwohner | 1252 | 1599 | 1881 | 2075 | 2124 | 2132 | 2230 | 2624 | 2601 |

## Sehenswürdigkeiten

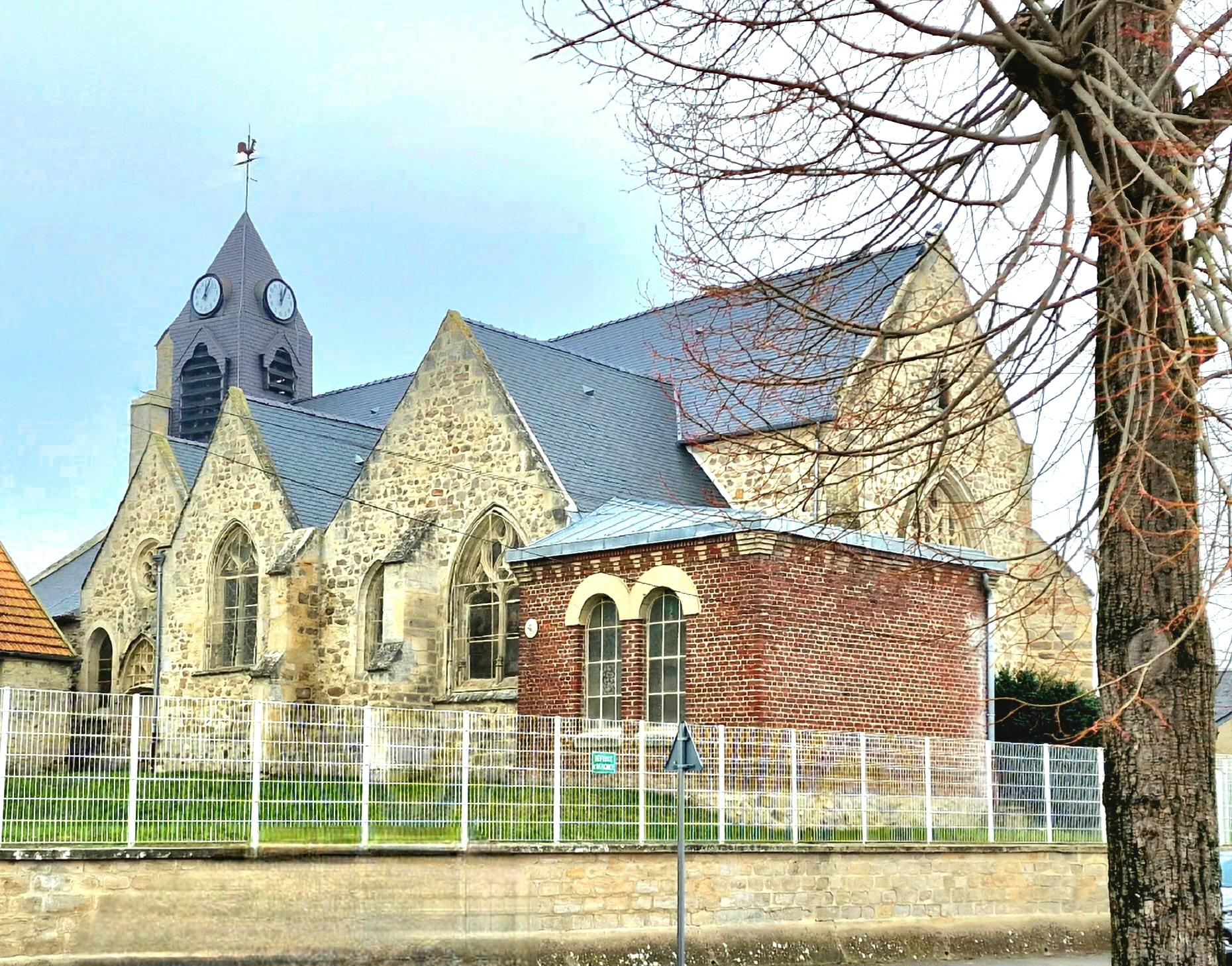
Kirche Saint-Quentin

- Kirche Saint-Quentin
- Wasserturm